# 블랙데이

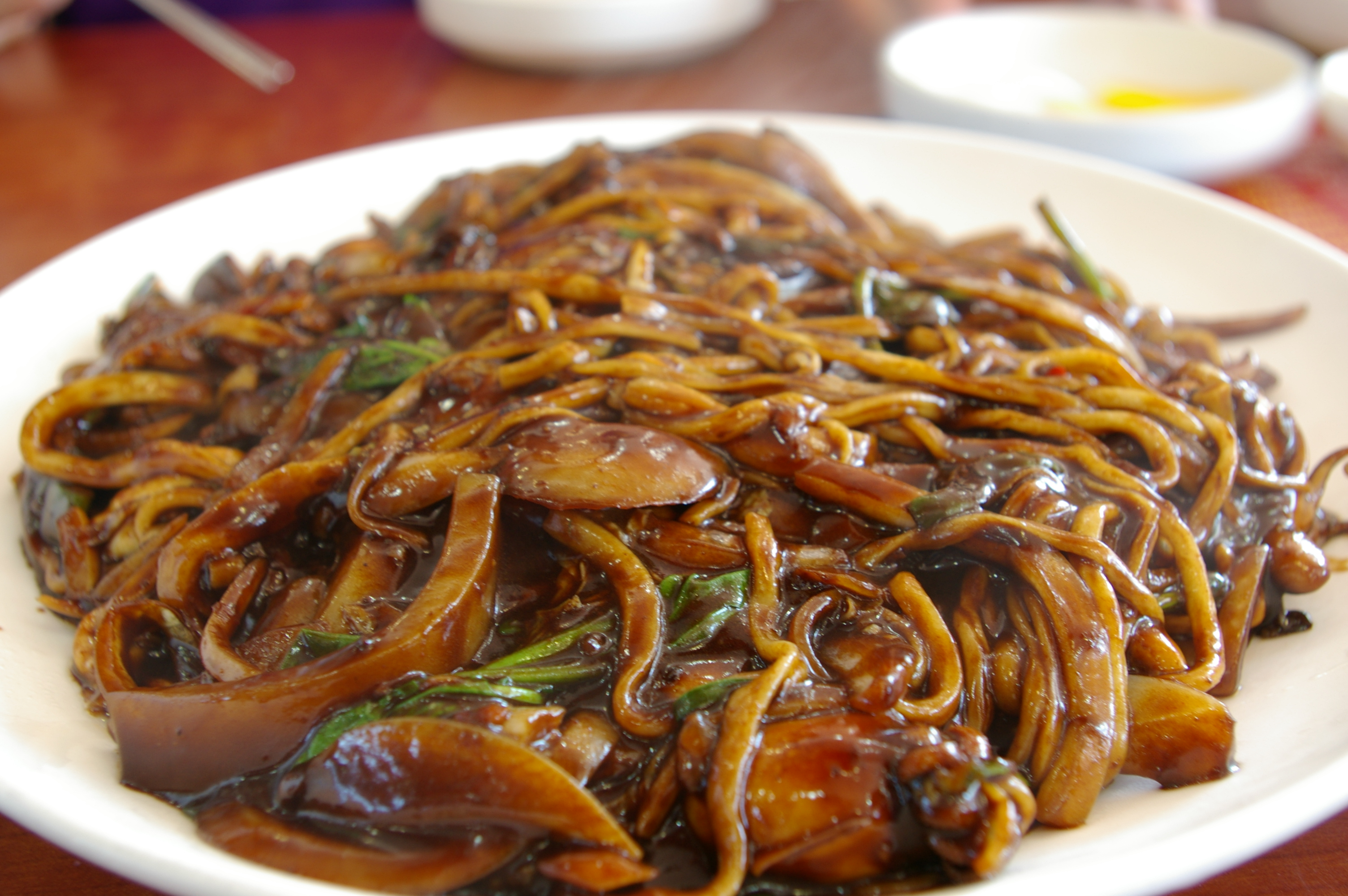
블랙데이에 먹는 짜장면

블랙데이(영어: Black Day)는 매년 4월 14일, 발렌타인데이와 화이트데이에 선물을 받지 못한 사람들이 짜장면을 먹는 날로 알려져 있다. 대한민국 대중 문화에서 매월 14일째 되는 날에 기념하는 비공식 기념일의 일종이다. 2월 14일 발렌타인데이와 3월 14일 화이트데이 바로 다음에 돌아오는 14일이라는 점에서 그 두 기념일의 의미와 밀접한 관련이 있다. 블랙데이 다음에 돌아오는 5월 14일은 로즈데이다.

## 상세
블랙데이가 언제부터 어떻게 시작됐는지는 정확히 알 수 없다. 처음으로 언급된 것은 1990년대 신문 기사들로, 어느 신문은 블랙데이에 대해 “애인이 없는 남녀 청소년들이 검은색 옷을 입고 끼리끼리 몰려다니다 짜장면, 아메리카노 등 검은색  음식을 먹으며 서로 위로하는 날”로 해석하기도 했다.
이 때문에 한쪽에서는 청소년 사이에서 시작된 유행이 2000년대 들어 2-30대로 퍼져나가게 된 것은 아니냐 하는 해석도 있다.
'블랙데이'라는 명칭은 화이트데이에서 유래되었다는 설이 유력하다. 커플들의 기념일인 3월 14일 화이트데이와는 정반대로, 한달 뒤 솔로들의 날인 4월 14일을 화이트의 반대인 블랙으로 비튼 것이다. 한편 솔로의 우울함을 블랙으로 표현했다는 설도 있다.
빼빼로 데이처럼 마케팅으로 탄생한 기념일이 아니냐는 비판이 있으나, 특정 회사의 독점 상품이 아닌 일반적인 짜장면이기 때문에 비판의 근거는 빈약한 편이다. 실제로 중국 음식점들이 블랙데이 기념으로 특별히 짜장면을 마케팅하지도 않으며, 이날에 한해 매출이 크게 오르는 것도 아니라고 한다.

## 같이 보기
- 발렌타인 데이
- 화이트데이
- 로즈데이
- 키스데이